# Жорж Бергер
Жорж Бергер (фр. Georges Berger; Париз, 5. октобар 1834 — 8. јул 1910) је био француски инжењер, политичар и уметнички ентузијаста.

## Биографија
Рођен је 5. октобра 1834. у Паризу. Радио је као инжењер за Северну железничку компанију. Године 1867. је учествовао у организацији Светске изложбе. Девет година касније је учествовао у стварању француског павиљона за стогодишњицу изложбе у Филаделфији након чега је постао наставник Париске школе лепих уметности. Док је радио тамо написао је књигу L'École française de peinture, depuis ses origines jusqu'à la fin du règne de Louis XIV засновану на својим лекцијама. Године 1878. и 1889. је био члан жирија Светске изложбе. Током тих година је допринео француским павиљонима на изложбама у Амстердаму, Мелбурну и Антверпену. Био је и генерални комесар за Међународне изложбе електричне енергије 1881. У политику је ушао 1889. године и изабран је за заменика департмана Сене на листи прогресивне републиканске странке до своје смрти. Године 1903. је примљен у Академију лепих уметности где је заузео пето место у секцији „Невезани” наследивши Хенрија Ружона који је поднео оставку како би постао секретар академије. Након рада на изложби 1867. године, проглашен је за витеза и додељен му је Национални орден Легије части. Унапређен је у официра 1878, а у команданта 1889. године. Преминуо је 8. јула 1910. у Версајском дворцу.